# Houngan
Houngan ist die Bezeichnung für einen weißmagischen männlichen Hohepriester im haitianischen Voodoo; das weibliche Pendant sowohl zum Houngan als auch zum Bocor heißt Mambo.

## Hintergrund
Im Voodoo existieren drei Begriffe für Geistliche:
- Mambos, Priesterinnen, die sich teils auf weiße Magie beschränken, teils auch oder nur schwarze Magie praktizieren
- Houngans, die sich ausschließlich mit weißer Magie befassen und sich auf die Verehrung der friedfertigen Rada-Loa und – im Rahmen des Ahnenkults – der neutralen Ghede-Loa[1] beschränken
- Bocore, die sich auch oder nur mit schwarzer Magie beschäftigen; ihre Arbeit ist anders als bei Houngans und weißmagischen Mambos oft entgeltlicher Natur[2]

Die inhaltliche Ausrichtung auf bestimmte Nachons oder einzelne Loa findet nur bei den männlichen Geistlichen Ausdruck in der Bezeichnung.

## Begriff
Das Fon-Wort ist aus houn (andere Schreibweisen oun, hun, „Geister“) und gan („Chef“, „Oberhaupt“) zusammengesetzt.

## Aufgaben
Houngans sind die höchste Form von Klerus in dieser Religion, deren Verantwortlichkeit es ist, die Rituale und Lieder zu bewahren und die Beziehung zwischen den Geistern und der Gemeinschaft als ganzes zu erhalten (obwohl für einiges davon die gesamte Gemeinschaft verantwortlich ist).
Sie sind damit betraut, den Dienst aller Geister ihres Geschlechtes zu führen. Manchmal können sie zugleich Bocore sein, d. h. „gemietete“ Priester oder Zauberer mit der Fähigkeit zur Schwarzen Magie.

## Begriffe
Der oberste Gehilfe eines Houngan wird als Hounganikon, der Tempel des Houngan als Hounfour und die rituelle Rassel des Houngan als Asson bezeichnet.

## Trivia
Ein Houngan ist Monster in My Pocket Figur #109.